# Cecina (gemeente)
Cecina is een gemeente in de Italiaanse provincie Livorno (regio Toscane) en telt 27.079 inwoners (31-12-2004). De oppervlakte bedraagt 42,5 km², de bevolkingsdichtheid is 637 inwoners per km². De gemeente ligt in de vallei van de gelijknamige rivier. In Cecina bevindt zich een museum met archeologische vondsten uit de Etruskische en Romeinse oudheid.

## Geschiedenis
Op deze plaats is een nederzetting gesticht door de Romeinse consul Albinus Caecina. Deze stamde uit een Etruskische familie. In een archeologisch park bij Cecina is nog steeds een Romeinse villa uit de 1e eeuw v.Chr. te vinden. Na de val van het West-Romeinse Rijk raakte het gebied in verval. In de 19e eeuw werd in opdracht van Leopold II van Toscane het terrein geschikt gemaakt voor de landbouw. Hierdoor maakte het gebied een opleving door.
Het moderne Cecina is gesticht in 1852. In de 19e eeuw bevond zich hier de tweede belangrijkste kopermijn van Europa, die in 1907 gesloten werd. Het dorp was bijna verwoest tijdens de Tweede Wereldoorlog.

## Demografie
Cecina telt ongeveer 11312 huishoudens. Het aantal inwoners steeg in de periode 1991-2001 met 7,6% volgens cijfers uit de tienjaarlijkse volkstellingen van ISTAT.
| Jaar | Inwoneraantal |
| ---- | ------------- |
| 1991 | 24.636        |
| 2001 | 26.515        |

## Geografie
De gemeente ligt op ongeveer 15 meter boven zeeniveau.
Cecina grenst aan de volgende gemeenten: Bibbona, Casale Marittimo (PI), Castellina Marittima (PI), Guardistallo (PI), Montescudaio (PI), Riparbella (PI), Rosignano Marittimo.

## Geboren
- Altero Matteoli (1940-2017), politicus
- Federica Panicucci (1967), presentatrice
- Paolo Bettini (1974), wielrenner
- Elia Favilli (1989), wielrenner
- Diego Ulissi (1989), wielrenner

## Externe link

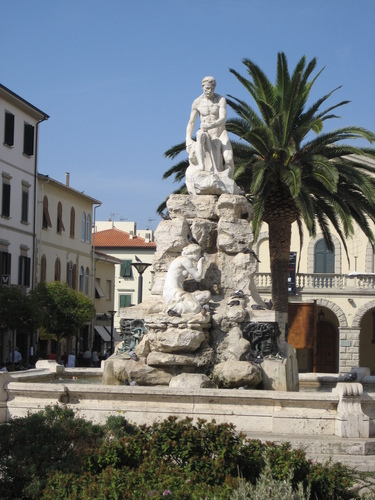
Fontein op het Piazza Guerrazzi